# Oblast' di Samarcanda

Oblast' di Samarcanda nel 1900 (in giallo)

L'Oblast' di Samarcanda (in russo Самаркандская область?) fu un'oblast (provincia) dell'Impero russo tra il 1868 e il 1924. La regione corrispondeva grossomodo alla gran parte dell'attuale Uzbekistan centrale e del Tagikistan nord-occidentale. Fu creata nella parte nord-orientale dell'Emirato di Bukhara. Era costituita dagli uezd di Samarcanda (comprendenti le città di Samarcanda e Pendzhikent), Dzhizak (inclusa la città di Dzhizak), Katta-Kurgan (inclusa la città di Katta-Kurgan) e Khodzhent (incluse le città di Khodzhent e Uratyube).

## Demografia
Nel 1897, 860.021 persone abitavano nell'oblast'. Gli uzbeki costituivano la maggioranza della popolazione. Minoranze significative erano costituite da tagiki e kazaki. La popolazione di lingua turca ammontava a 609.204 persone (70,8%).

### Gruppi etnici nel 1897[2]
| TOTALE      | 860.021 | 100%  |
| ----------- | ------- | ----- |
| Uzbeki      | 507.587 | 59%   |
| Tagiki      | 230.384 | 26,8% |
| Kazaki      | 63.091  | 7,3%  |
| Uiguri      | 19.993  | 2,3%  |
| Sart turchi | 18.073  | 2,1%  |
| Russi       | 12.485  | 1,5%  |
| Ebrei       | 1.312   | 0,2%  |

## Rivoluzione russa
Il 30 aprile 1918 la regione divenne parte della RSSA del Turkestan . Il 27 ottobre 1924, a seguito della riorganizzazione nazionale territoriale dell'Asia centrale, la regione di Samarcanda divenne parte della RSS Uzbeka dell'Unione Sovietica.